# جيرارد أوتيت
جيرارد أوتيت (بالإسبانية: Gerard Autet) (مواليد 8 سبتمبر 1978 في مانليو - إسبانيا) لاعب كرة قدم إسباني يلعب حاليا لصالح نادي الدرجة الأولى ريال سبورتنغ خيخون الإسباني منذ 2007 في مركز قلب الدفاع .

## روابط خارجية
- جيرارد أوتيت على موقع قاعدة بيانات كرة القدم.إي يو (الإنجليزية)
- جيرارد أوتيت على موقع Soccerway.com (الإنجليزية)
- جيرارد أوتيت على موقع عالم كرة القدم.نت (الإنجليزية)